# Babcock International
Babcock International Group plc er en britisk virksomhed indenfor luftfart-, infrastruktur-, forsvar- og kernekraft-ingeniørservices. I 2022 havde de ca. 29.000 ansatte og en omsætning på 4,102 mia. britiske pund.
Nogle af virksomhedens største kunder er Ministry of Defence og Network Rail.
9. april 1891 etablerede Babcock & Wilcox en separat finansieret britisk virksomhed kaldet Babcock & Wilcox Ltd.